# Ryoga Ishio
Ryoga Ishio (født 18. maj 2000) er en japansk fodboldspiller, som spiller for den japanske fodboldklub Zweigen Kanazawa.